# Avion Express
Avion Express este un ACMI lituanian și furnizor de leasing de avioane cu sediul în Vilnius. Compania face parte din Avia Solutions Group, un grup de afaceri aerospațial global.

## Istorie
Avion Express a fost fondată în 2005 sub numele Nordic Solutions Air Services. La acel moment, compania aeriană opera patru avioane de marfă și pasageri Saab 340. În 2008, compania a fost redenumită Avion Express. În 2010, Avion Express a fost achiziționată de compania de investiții franceză Eyjafjoll SAS, care a fost fondată de Swiss Avion Capital Partners împreună cu alți investitori.
Avion Express a prezentat primul său Airbus A320 în 2011, care a fost primul avion Airbus înregistrat în Lituania. În decembrie, încă două Airbus A320 au fost adăugate flotei. În 2013, Avion Express a finalizat cu succes un audit de siguranță operațional IOSA și, ca urmare, a primit înregistrarea IATA. Ultimul avion de marfă Saab 340 a fost casat în martie 2013. Până în vara lui 2014, compania aeriană a operat o flotă de 9 Airbus A320 și 2 Airbus A319. În același an, Avion Express a înființat subsidiara Dominican Wings, o companie aeriană low-cost cu sediul în Santo Domingo, Republica Dominicană. În vara anului 2017, Avion Express a introdus aeronavele Airbus A321 în flota companiei.
În iunie 2017, Avion Express a anunțat că și-a vândut pachetul de 65% din Dominican Wings președintelui companiei, Victor Pacheco.
În 2019, Avion Express a înființat Avion Express Malta, o filială cu sediul în Malta. Compania a început să funcționeze în luna mai a aceluiași an.
În iunie 2023, grupul operează 36 de avioane Airbus A320 și trei avioane A321.